# Царская прививка
«Царская прививка» — российский исторический телесериал 2023 года режиссёра Егора Анашкина, главные роли в котором сыграли Филипп Янковский и Ирина Пегова.

## Сюжет
Действие телесериала разворачивается в России в 1768 году. Во время эпидемии оспы императрица Екатерина II прячется в Царском Селе. Ей предстоит принять историческое решение о первой в истории страны массовой вакцинации.

## В ролях
- Ирина Пегова — Екатерина II
- Филипп Янковский — Никита Панин
- Сергей Марин — Григорий Орлов
- Алексей Батанин — Павел Петрович
- Светлана Смирнова-Кацагаджиева — Ксения Большакова
- Полина Резаева — Анна Мамонова
- Антон Денисенко — Владимир Бельский
- Мария Палей — Аксинья Маркова
- Климентий Кривоносенко — Саша Марков
- Юрий Кузнецов — отец Иван
- Евгений Антропов — Дарий / корнет Василий Хватов
- Илья Акинтьев — Степан
- Маргарита Бычкова — Марья Перекусихина
- Петар Зекавица — Томас Димсдейл

## Производство и премьера
Производством занималась студия «Москино» при содействии Института развития интернета. Режиссёром стал Егор Анашкин, роль Екатерины II получила Ирина Пегова. Анашкин уверен: персонаж станет «одной из самых прекрасных Екатерин в истории кино». Телесериал снимали в Царском Селе. Об окончании съёмок стало известно 18 января 2023 года. Премьера состоялась на медиаплатформе «Смотрим», позже телесериал, включающий восемь эпизодов, показали на телеканале «Россия-1».